# کافه مدرس
کافه مدرس (به هندی: Madras Cafe) فیلمی محصول سال ۲۰۱۳ و به کارگردانی شوجیت سیرکار است. در این فیلم بازیگرانی همچون جان آبراهام، نرگس فخری، راشی خانا، سیدهارتا باسو، پراکاش بلاوادی ایفای نقش کرده‌اند.